# Heuna

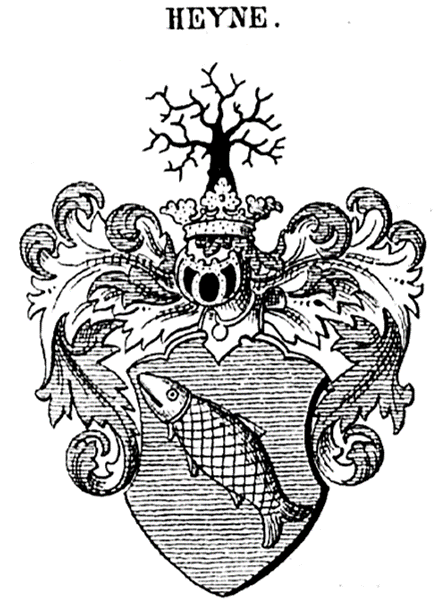
Wappen derer von Heyne (Heuna) bei Siebmacher

Heuna (auch: die Heunen oder von Heina, Heyna, Heyne, Hayn, Hein o. ä.) ist ein meißnisches Adelsgeschlecht.

## Geschichte
Das Geschlecht ist spätestens ab 1530 als Besitzer des Rittergutes Altbelgern und im Laufe des 16. Jahrhunderts auf den Rittergütern Martinskirchen sowie Mühlberg im Kurfürstentum Sachsen nachweisbar. Aus dem Geschlecht stammen die Brüder Peter, Friedrich, Ottmar und Job, die als die Heunen 1564 als Vasallen des Bischofs von Meißen bezeichnet werden.
Friedrich von Heuna kaufte spätestens 1572 von den Brüdern Joachim und David Götz die in der Pflege Liebenwerda gelegenen Dörfer Marxdorf, Winkel und Döllingen. Die erstgenannten zwei Dörfer überließ er 1586 seinem Schwager Hans Runge zu Triestewitz, während sein jüngster Sohn Noa von Heuna nach dem Tod des Vaters das Dorf Döllingen erhalten sollte. Wegen Schulden sah sich Friedrich von Heuna jedoch gezwungen, Döllingen an die von Köckeritz zu verpfänden. Sein Sohn und Erbe Noa von Heuna löste Döllingen 1598 für 1850 Gulden wieder ein. Er bildete noch im gleichen Jahr aus fünf Bauerngütern ein Vorwerk, das er zu einem Adelssitz ausbaute, der als Rittergut Döllingen 1748 vom Kurfürsten von Sachsen die Schriftsässigkeit verliehen bekam.
Noa von Heuna starb 1622. Ihm folgten im Besitz seine beiden Söhne Augustus und Hans Rudolph von Heuna, die das Gut Döllingen mindestens bis 1631 bewirtschafteten. Er hatte noch einen älteren Bruder, Friedrich von Heuna d. J., der allerdings bereits früh verstarb und die minderjährigen Söhne George Friedrich und Esaias von Heuna als Waisen hinterließ, die 1623 die Mitbelehnschaft mit Döllingen beantragten.
Nach dem Dreißigjährigen Krieg verliert sich die Spur dieses Adelsgeschlechts.

## Wappen
Blasonierung: In Blau ein silberner, schrägrechstgestellter Fisch. Auf dem gekrönten Helm ein dürrer, schwarzer Baum. Die Helmdecken sind blau-silbern.